# Prévision météorologique
Pour l’article homonyme, voir Prévision.

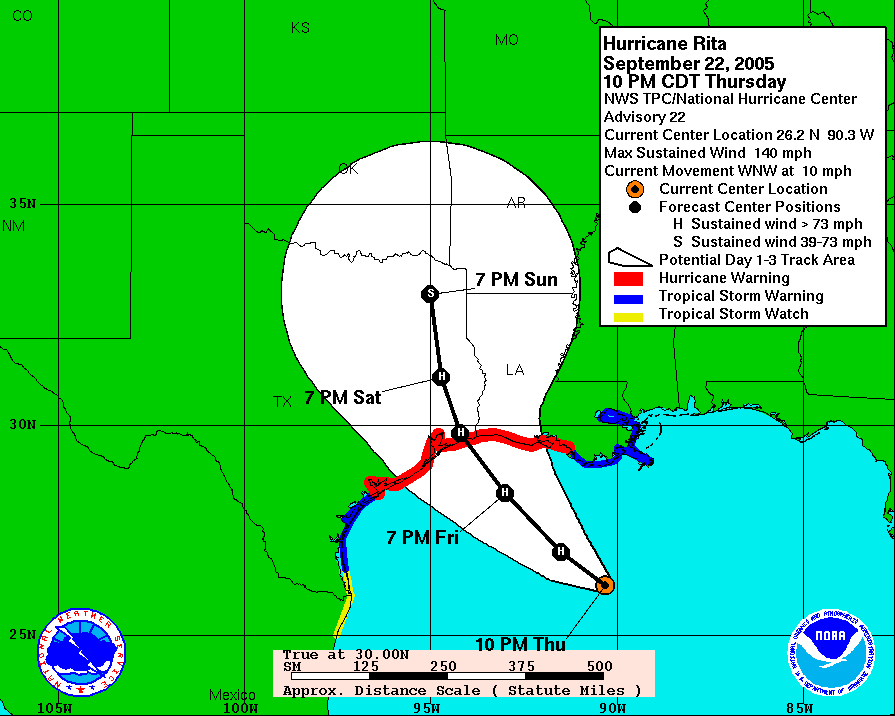
La prévision météorologique sauve des vies: trajectoire prévue de l'ouragan Rita aux États-Unis.

La prévision météorologique est une application des connaissances en météorologie et des techniques modernes de prises de données et d’informatique pour prévoir l’état de l’atmosphère à un temps ultérieur. L’histoire de la prévision du temps remonte aux temps immémoriaux avec les oracles et devins mais la science moderne date vraiment de la fin du XIXe siècle et du début du XXe. Elle s’est cependant affirmée depuis la Seconde Guerre mondiale alors que les moyens techniques comme le radar et les communications modernes ont rendu l’accès aux données plus rapide et plus nombreuses.
Les lois régissant le comportement de l’atmosphère sont dérivées de la mécanique des fluides. On peut grâce à des modèles mathématiques et des superordinateurs les résoudre. Malgré tout, même si la résolution de nos données a augmenté exponentiellement, la prévision reste autant un art qu’une science. En effet, l’état de l’atmosphère peut être compris dans la théorie du chaos et ne peut jamais être complètement défini ce qui laisse place au facteur humain dans la prévision.

## Histoire de la prévision météorologique
« Imaginons une sphère en rotation de 12 800 kilomètres de diamètre avec une surface rugueuse et surmontée de 40 kilomètres d’un gaz mixte dont la concentration des composantes varie avec le temps et l’espace. Le tout est chauffé par une fournaise nucléaire situé à 150 millions de kilomètres. Imaginons également que cette sphère tourne autour du réacteur et que les différents endroits de sa surface sont réchauffés différemment selon le point où en est la trajectoire. Imaginons en plus que la couche de gaz reçoit également de la chaleur de la surface de la sphère, en général de façon constante mais quelquefois de façon violente et soudaine. »

« Après avoir regardé l’évolution de ce processus durant un certain temps, imaginons qu’on vous demande de prédire quel sera son état en un point de sa surface un, deux ou même plusieurs jours dans le futur. C’est essentiellement ce qu’on demande jour après jour aux météorologistes. Bob Ryan, météorologiste, Bulletin of the American Meteorological Society, 1982. »

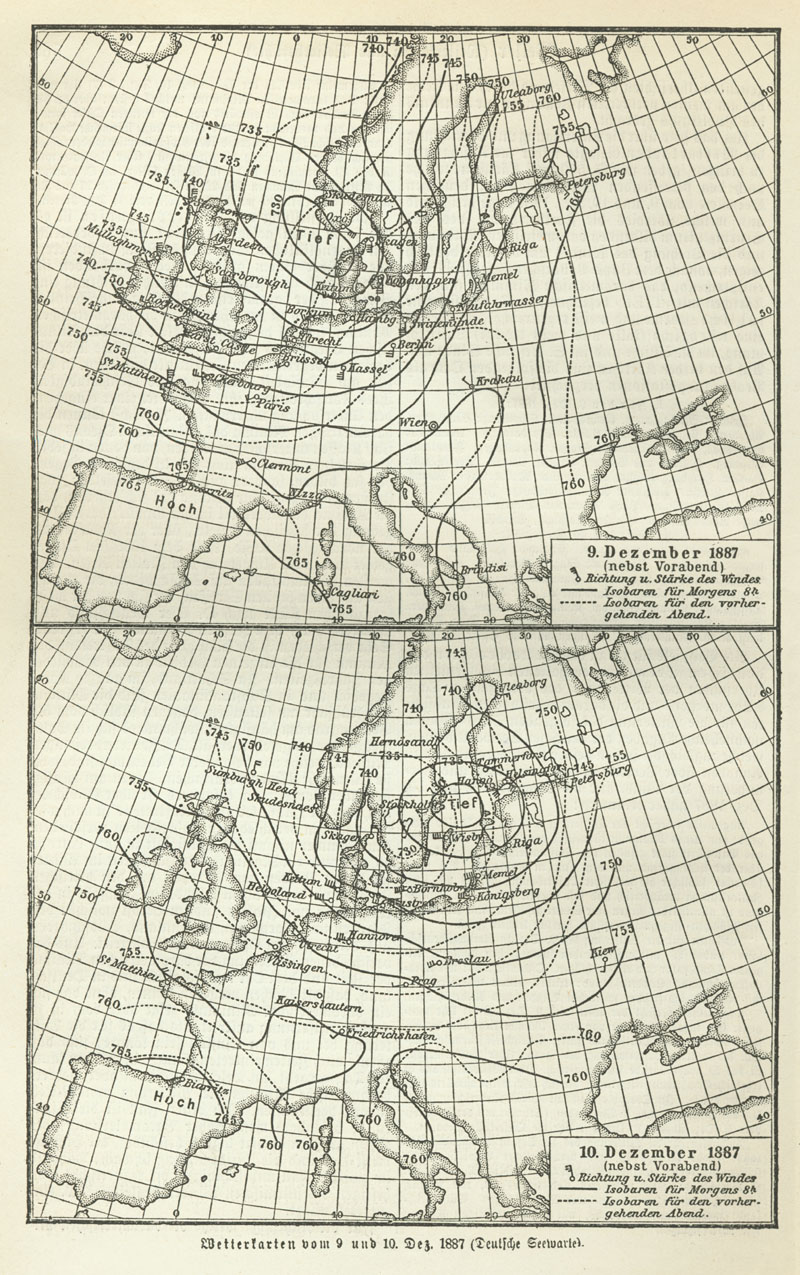
Carte météorologique de l'Europe, 10 décembre 1887

La vie et le travail de bien des gens dépendent de la météorologie. Les devins de l’âge de pierre et les prêtres de l’antiquité ont essayé de prédire le temps qu’il ferait pour pouvoir obtenir de bonnes récoltes, éviter les inondations, etc. Dès l'Antiquité, on compose en Chine un ouvrage sur la météorologie qui comprend également des prévisions, le Nei Jing Su Wen. En 650 av. J.-C., les babyloniens avaient déduit le temps qu’il ferait grâce à l’observation des types de nuages et autour de 340 av. J.-C., Aristote décrivait les patrons météorologiques. En 300 av. J.-C., le philosophe Théophraste publie même Les signes du temps, premier ouvrage de prévisions météorologiques en Europe.
Les anciennes méthodes de prévision du temps étaient toutes basées sur l’expérience de patrons répétitifs d’évènements en un endroit. Par exemple, les marins arrivaient à prédire la venue d’une tempête à l’arrivée de nuages s’épaississant. Ceci donna lieu à une multitude de dictons tels : Si le soleil se couche tout rouge, il fera beau demain, certains confirmés par la science moderne et d’autre purement anecdotiques.
Les explorateurs ont depuis longtemps noté dans leurs carnets le temps qu’il faisait et ces données auraient pu donner lieu à des prévisions mais c’est seulement avec la venue du télégraphe, en 1837, que ces informations ont pu être colligées rapidement afin de se faire une idée précise à un instant donnée de l’état de l’atmosphère. En analysant ces données sous forme de carte, les premiers météorologistes ont pu voir le déplacement temporel des systèmes et faire des extrapolations.
Francis Beaufort et Robert Fitzroy sont parmi les premiers à faire de telles prévisions. Malgré le scepticisme de leurs contemporains, ces deux membres de la Royal Navy et de cercles influents, réussirent à imposer leur travail scientifique grâce aux résultats obtenus.
En France, Hippolyte Marié-Davy est le premier à suivre la présence des dépressions en dessinant ses premières cartes synoptiques représentant les pressions ce qui lui permet de faire une première prévision le 17 septembre 1863. À partir de décembre 1863, des prévisions météorologiques sont publiées quotidiennement dans le Bulletin quotidien de l’Observatoire Impérial de Paris.
La venue du XXe siècle a vu le développement des équations qui régissent l’atmosphère par différents scientifiques dont l’école norvégienne, avec Vilhelm Bjerknes à sa tête. Ce qui fut éventuellement traduit en programme informatique quand les ordinateurs sont devenus assez puissants dans les années 1970.
Les radars sont utilisés en météorologie depuis la fin de la Seconde Guerre mondiale pour suivre les précipitations et les satellites depuis les années 1960.
Selon le site de Météo-France, « ces trente dernières années, la qualité des prévisions météorologiques de Météo-France a été améliorée, en moyenne, d'un jour tous les dix ans. Aujourd'hui [en 2016], les prévisions à cinq jours se révèlent aussi fiables que les prévisions à trois jours il y a vingt ans. »

## Techniques de prévision

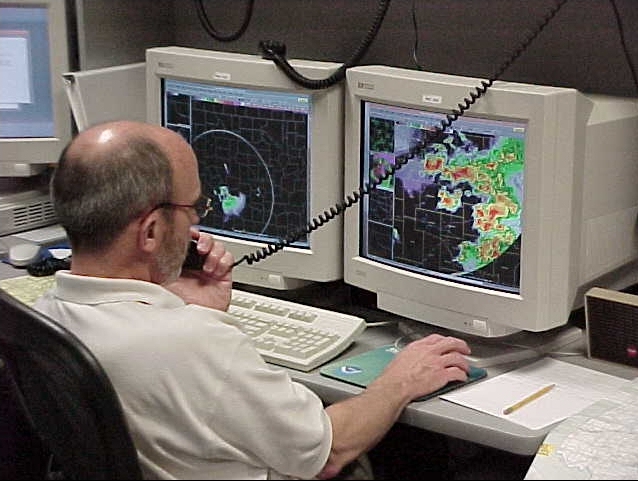
Météorologiste à l'œuvre à Norman (Oklahoma)

Les étapes d’une prévision météorologique :
- Acquisition des données.
- Analyse du prévisionniste (météorologue qui prévoit opérationnellement par contraste avec celui qui est en recherche):
  - Analyse des données.
  - Application de techniques expérimentales pour estimer le déplacement et le comportement des systèmes indépendamment des modèles numériques.
- Modèle numérique :
  - Assimilation des données dans un modèle numérique de prévision
  - Résolution des équations de l’atmosphère par le modèle numérique pour un temps futur
  - Post-traitement des résultats pour extraire les variables désirées
- Le prévisionniste compare ses estimations et les sorties d’un ou de plusieurs modèles pour juger de la validité de ceux-ci, juger entre les différentes solutions et les corriger au besoin.

### Acquisition des données
Les données sont acquises par un ensemble de systèmes qui donnent la pression, la température, l’humidité, la direction et vitesse du vent, les précipitations, les conditions nuageuses, etc., à la surface et en altitude. Ces systèmes ont chacun leur fréquence de prise de donnée.
- Les observations horaires, spéciales et aux six heures :
  - Les stations météorologiques de surface, comme les observations d’aéroports (humaine ou automatique) sous forme de METAR ;
  - Les stations automatiques hors aéroports ;
  - Les bouées fixes ou dérivantes et les rapports de navires.
- Les observations aux 12 heures :
  - Les stations de lâcher de ballon-sondes qui donnent des observations sur la structure verticale de l’atmosphère ;
  - Les données de stations de surface climatologiques.
- Les données de télédétection :
  - Les radars météorologiques ;
  - Les satellites météorologiques.

### Analyse du prévisionniste et pronostic

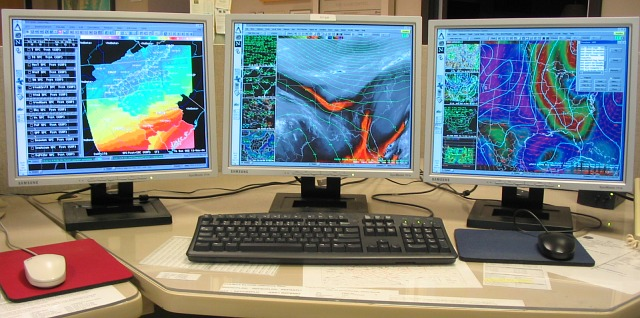
Station de travail AWIPS où sont affichés différents champs météorologiques

Il analyse l'ensemble des données de surface et d’altitude à partir de cartes météorologiques tracées par ordinateur sur une station de travail, comme SYNERGIE de Météo-France et AWIPS du National Weather Service, ou manuellement pour se faire une idée de la circulation atmosphérique actuelle, de la trajectoire passée des systèmes et de leur état de développement. Grâce à des techniques héritées de l’école norvégienne de météorologie, il analyse les fronts, les creux de surface et d’altitude, les advections du mouvement vertical, etc. pour déterminer la trajectoire future de ces systèmes. Ces techniques ont fait leur preuve, pour des périodes allant jusqu’à 48 heures et même plus pour certaines d’entre elles. Il obtient ainsi une idée qualitative de ce qui va se passer.

### Prévision numérique
Depuis le milieu du XXe siècle, le développement des ordinateurs a permis d'utiliser les équations qui régissent l'atmosphère afin de simuler l'évolution des systèmes météorologiques. Au début, il fallait les simplifier car les ordinateurs étaient peu performants. Avec le développement de la technologie, il a été possible de graduellement augmenter la complexité du calcul pour donner des solutions de plus en plus près de la réalité, sans encore être parfaites. La prévision numérique comprend :
Analyse
- L’assimilation des données que le programme compare à sa plus récente prévision pour le même temps. Les différences entre la prévision et l’analyse sont calculées et un lissage entre les deux est fait. Si une donnée d’observation est trop éloignée de la prévision, elle est rejetée. En effet, elle est probablement mauvaise et causerait une instabilité dans le nouveau calcul de prévision. Cette méthode est appelée l’analyse variationnelle à trois dimensions ou 3D-VAR.
- Une nouvelle méthode pour faire cette analyse est de lancer le programme pour prévoir une certaine période (3 heures), ajuster les observations qui sont entrées avant et après l’heure d’analyse à cette simulation et revenir au temps initial pour refaire l’analyse. C’est ce qu’on appelle l’analyse variationnelle à 4 dimensions ou 4D-VAR.

Simulation
Une fois l’analyse complétée, le programme de simulation numérique démarre et calcule le changement de l’atmosphère pour des périodes allant jusqu’à 10 jours par pas de quelques secondes, minutes ou heures selon la configuration. Il existe différents logiciels pour ce faire à travers le monde. Ils utilisent différentes résolutions en accord avec la durée de temps désirée et la résolution spatiale. Par exemple, la France utilise trois modèles de calcul pour la petite, la moyenne et la grande échelle. Le modèle de large résolution donnant une solution grossière pour le modèle de moyenne résolution et ce dernier servant de champ d'essai pour le modèle de fine résolution. Depuis 2008, le modèle AROME (Applications de la Recherche à l'Opérationnel à Méso-Echelle), calculé sur une maille de 1,3 km, remplace le modèle précédent de fine échelle ce qui a amélioré les détails des résultats de près de 100 fois par rapport au modèle ARPEGE (Action de Recherche Petite Échelle Grande Échelle), qui a lui une résolution en moyenne en 2015 de 16 km x 16 km.
Post-traitement
Une fois la simulation terminée, un programme de post-traitement extrait les variables et les présente aux prévisionnistes sous forme de carte, tables de données, coupes verticales, etc. Ces données sont préalablement traitées pour retirer certains biais connus du modèle. C’est ce qu’on appelle le traitement par statistique des sorties du modèle (MOS en anglais). Par exemple, l’humidité de surface est encore un problème difficile à intégrer et simuler, le programme MOS d’humidité corrigera donc le biais de cette variable selon les écarts habituellement trouvés dans un modèle particulier.

### Prévision finale
Il arrive souvent que différents modèles suggèrent différentes solutions. Cela est dû à la façon dont les équations de l’atmosphère sont intégrées dans un modèle, à sa résolution et à l’état de l’atmosphère qui est parfois très instable et susceptible de grands changements à partir de petites variations de l’analyse initiale (voir théorie du chaos). Le prévisionniste compare son scénario avec les résultats obtenus par le ou les modèles numériques. Il peut ainsi se faire une idée des forces et des faiblesses des solutions qu'ils proposent et choisir la meilleure.
L’expérience des effets locaux et du comportement récent de l’atmosphère permet aux prévisionnistes d’affiner la prévision à court et moyen terme. Il peut également changer le début de la prévision en modifiant les conditions de départ, ou espérées à court terme, pour des endroits particuliers que le modèle n’a pas pu prévoir (prévision immédiate). Il utilise pour cela les images satellitaires, celles des radars météorologiques, ainsi que toute autre donnée récente.

### Présentation aux utilisateurs

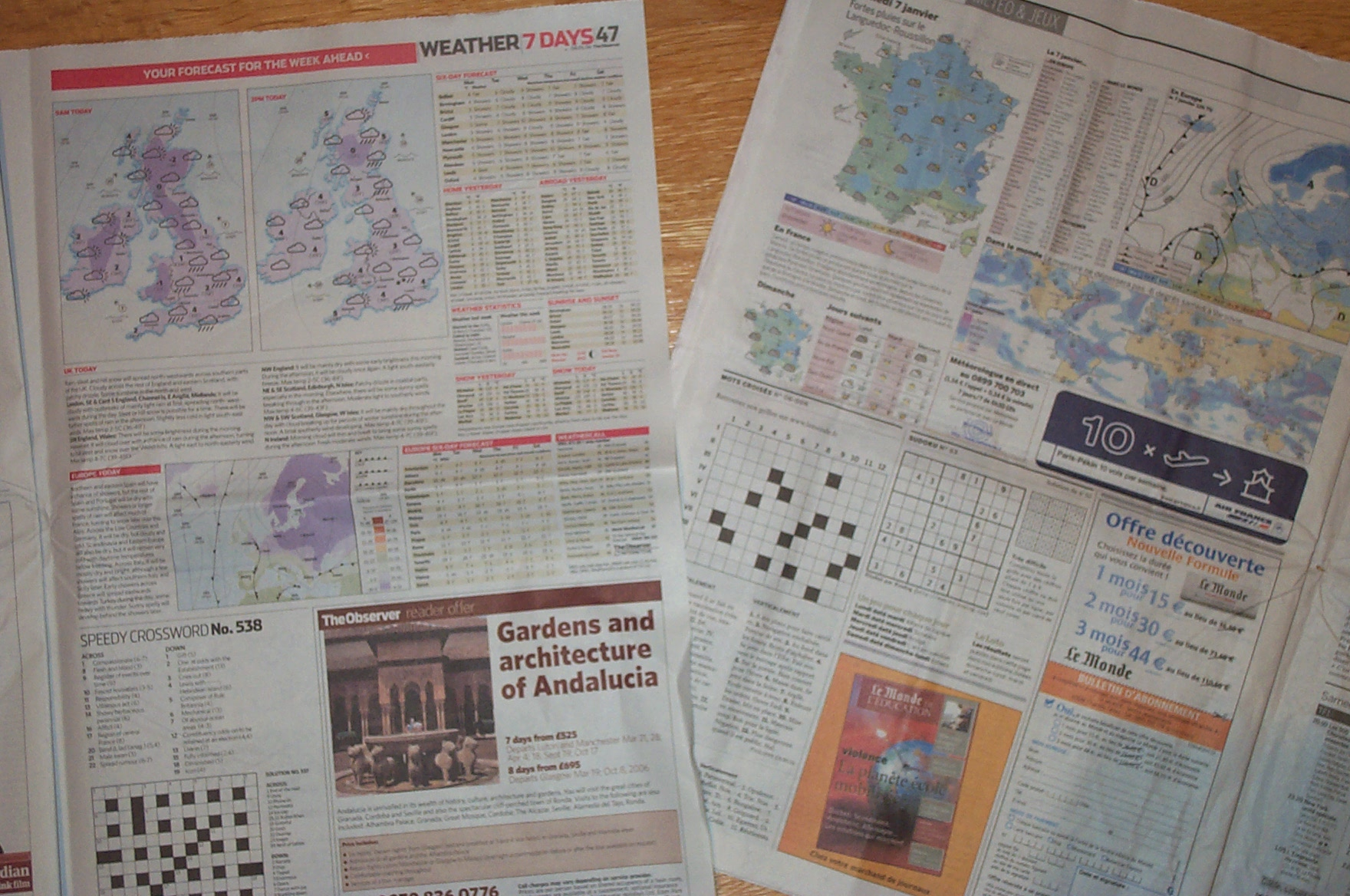
Prévision dans les journaux comme The Observer et Le Monde.

Une fois arrivé à une solution, le prévisionniste doit mettre celle-ci sous forme utile pour l’usager. Ces derniers sont :
- les médias : journaux, bulletins télévisés, radios, services météorologiques nationaux tels que Radiométéo au Canada, etc. (pour la diffusion à l'attention d'autres utilisateurs directs) ;
- le public (pour le tourisme, la vie quotidienne) ;
- les pilotes et navigants aériens, amateurs ou professionnels (pour la navigation aérienne) ;
- les marins, amateurs ou professionnels (pour la navigation maritime) ;
- les usagers spécialisés tels que : les déneigeurs, les compagnies d'électricité, etc. (pour adapter leurs activités).

Chacun d’eux reçoit des produits sous la forme la plus utile pour leur opération. Ce sont traditionnellement des cartes ou des textes mais plus récemment, avec l’internet, des graphiques de tendances ou tout autre produit graphique.
À l'attention du public, divers concepts ont été proposés par les médias pour présenter de façon rapide le temps qu'il fera d'une façon condensée, surtout depuis l'avènement des sites privés de météorologie et des chaînes d'information en continu. Un tel concept global et pseudo-objectif est appelé « chiffre météorologique ». Il a été élaboré par Hugo Poppe en Belgique, puis dans une variante par Harry Geurts (KNMI) aux Pays-Bas. Il s'agit d'une valeur comprise entre 1 et 10, calculée à partir de critères quantitatifs choisis arbitrairement, concernant des phénomènes observables dont la durée et l'intensité sont mesurables et prévisibles (à court terme) : nébulosité, brouillard, précipitations, vent, température, possibilité d'orage, etc. Selon la pondération adoptée pour ces différents critères, la méthode permet de déterminer des chiffres météo adaptés à des activités humaines spécifiques : plages, sports d'hiver, cyclisme, etc. La valeur « 10 » indique des conditions météo très favorables à la pratique de l'activité visée et au contraire la valeur « 1 » indique une météo très peu propice à cette même activité.

## Prévisions d'ensembles
Comme l’atmosphère est chaotique, malgré l’amélioration des connaissances les équations qui la régissent et la plus grande résolution des données recueillies, il est parfois impossible d’arriver à une solution unique comme mentionné précédemment. Depuis plusieurs années, les différents services météorologiques nationaux d’importance ont commencé à produire des ensembles de prévisions. Il s’agit de faire rouler un ou plusieurs modèles avec des analyses légèrement différentes et de comparer statistiquement les solutions pour arriver à la plus probable. Les centres comme le Centre européen de prévision météorologique à moyen terme (CEPMMT), le centre national américain de prévision environnemental (NCEP), le Centre météorologique canadien (CMC) et Météo-France font ce genre de prévision.